# Giải phóng miền Nam
Giải phóng Miền Nam (vietnamesisch „Befreit den Süden“) war die Nationalhymne der Republik Südvietnam.

## Geschichte
Das Lied wurde ab 1969 in den von der FNL beherrschten Regionen Südvietnams verwendet, die dort am 10. Juni 1969 die Provisorische revolutionäre Regierung der Republik Südvietnam gegründet hatte. Autor und Komponist der Hymne war Lưu Hữu Phước, der 1948 bereits Tiếng Gọi Công Dân, die Nationalhymne der Republik Vietnam, geschrieben hatte, später aber zu den Kommunisten übergelaufen war. Als 1975 die Regierung der Republik Vietnam durch die Vietnamesische Volksarmee gestürzt wurde und die FNL die Regierungsgewalt übernahm, wurde Giải phóng Miền Nam bis zur Wiedervereinigung der beiden Staaten Nationalhymne Südvietnams.

## Text
| Vietnamesischer Originaltext | Deutsche Übersetzung |
| --- | --- |
| Giải phóng miền Nam, chúng ta cùng quyết tiến bước. Diệt Đế quốc Mỹ, phá tan bè lũ bán nước. Ôi xương tan máu rơi, lòng hân thù ngất trời. Sông núi bao nhiêu năm cắt rời. Đây Cửu Long hùng tráng, Đây Trường Sơn vinh quang. Thúc giục đoàn ta xung phong đi giết thù. Vai sát vai chung một bóng cờ. Vùng lên! Nhân dân miền Nam anh hùng! Vùng lên! Xông pha vượt qua bão bùng. Thề cứu lấy nước nhà! Thề hy sinh đến cùng! Cầm gươm, ôm sung, xông tới! Vận nước đã đên rồi. Bình minh chiếu khắp nơi. Nguyện xây non nước sáng tươi muôn đời. | Entschlossen schreiten wir für die Befreiung des Südens voran. Die amerikanischen Besatzer töten und die Verräter zerstören. Oh, meine Knochen sind gebrochen und mein Blut fließt, mein Hass ist himmelhoch. Jahrelang wurde unser Land auseinandergerissen. Hier der mächtige Mekong und hier das prächtige Truong-Son-Gebirge. Vereint angreifend töten wir unsere Feinde Schulter an Schulter teilen wir uns unsere Flagge Auf! Die heldenhafte Bevölkerung des Südens! Auf! Wir überwinden jeden Wirbelsturm. Wir werden alles opfern für die Befreiung unseres Vaterlandes! Nehmt eure Schwerter, umarmt eure Waffen und marschiert los! Unser Schicksal entscheidet sich jetzt. Die Dämmerung ist überall zu sehen. Wir haben geschworen, unser Land aufzubauen, damit es hunderte Generationen scheint. |